# 弗朗西斯科·古特雷斯
弗朗西斯科·古特雷斯（葡萄牙語：Francisco Guterres，1954年9月7日—），別名盧奧洛，東帝汶政治人物，第6任東帝汶總統。他在1975年參加革命並加入東帝汶獨立革命陣線（革陣），抵抗印度尼西亞的佔領。2002年東帝汶恢復獨立後曾擔任制憲議會議長、國民議會議長，並於2007年、2012年、2017年和2022年四次參加總統選舉。經歷兩次失敗之後，盧奧洛於2017年當選總統，但在2022年連任失敗。

## 生平
盧奧洛在1954年9月7日生於葡屬帝汶維克克區奧蘇，早年在奧蘇聖德蘭書院（Col. Sta. Teresinha de Ossú）完成小學、初中課程，1969年畢業後轉到殖民地首府帝力就讀高中。他曾經在1973年返回奧蘇聖德蘭書院擔任輔助教員，一年後又回到帝力，繼續升學。
盧奧洛在1975年加入東帝汶獨立革命陣線（革陣），認為革陣既有能力捍衛東帝汶的獨立自主，也有能力改造葡萄牙人留下的管治制度，改變東帝汶的社會、政治和經濟狀況。印度尼西亞在1975年12月7日侵略東帝汶後，他和同鄉一起退到叢林，並加入里諾·奧爾卡薩（Lino Olkasa）率領的小隊，開始以革陣黨員的身分參加游擊戰。他曾經在1970年代末擔任奧蘇區委書記、東區區委副書記等中級職務，並在同時結識後來的總統、總理沙納納·古斯芒。1980年代後，盧奧洛除了以軍事代表的身分駐紮在中東區的第三軍區游擊連，還在1982年開始代理政治委員的職責（至1984年真除）。
盧奧洛在1997年接任革陣領導委員會秘書長，填補當年尼诺·科尼斯·桑塔纳意外去世之後留下的空缺，也為革陣武裝鬥爭的領導層填補了一片空白。1998年帝汶抵抗全國委員會成立後，他也擔任委員會的内政戰線書記和政治軍事委員會成員。1999年印尼撤出東帝汶後，東帝汶的獨立鬥爭也宣告結束，之後盧奧洛在2000年11月26日交出武器和軍火，並前往帝力主持黨務。經過他的主張，革陣在2001年7月舉行第一次全國代表大會，並推舉盧奧洛擔任黨主席。
盧奧洛在2001年議會選舉中當選制憲議會議員，旋即當選制憲議會主席。2002年東帝汶恢復獨立後，制憲議會改制為國民議會，盧奧洛繼續擔任議會主席的職務，至2007年6月卸任。他在卸任議會主席的同年參加總統選舉，在4月9日第一輪投票以27.9%的得票率位列首名，晉級次輪投票後，被第一輪投票中位列第二的獨立候選人、諾貝爾和平獎得主若澤·拉莫斯·奧爾塔以69.1%的得票率擊敗。之後他並沒有擔任政府職務，而是專心處理黨務，以及繼續在東帝汶國家大學修讀法律課程，並於2011年畢業。
盧奧洛在2012年再次角逐總統職務，以28.8%的得票率在3月17日第一輪投票中位列首名，卻還是在第二輪投票被本來位居第二的獨立候選人、前東帝汶國防軍司令陶尔·马坦·鲁阿克擊敗。五年後，盧奧洛在總統選舉中憑着革陣和东帝汶重建全国大会党（大會黨）的支持，以57.08%的得票率當選東帝汶總統。同年7月東帝汶舉行議會選舉後，由於勝選的革陣最後只能組建一個少數派政府，並因為朝小野大的局面而無法推行施政綱領，因此盧奧洛在2018年1月決定以解散議會，提前舉行議會選舉的方式來解決問題。

## 個人生活
盧奧洛是天主教徒，在獨立戰爭結束後和希達莉亞·洛佩斯·諾布雷·莫西尼奧·古特雷斯完婚，兩人育有三子一女。

## 外部連結
- 弗朗西斯科·古特雷斯博士簡歷 （页面存档备份，存于）——東帝汶民主共和國總統府 （葡萄牙文）

| 政府职务                | 政府职务                               | 政府职务                  |
| ----------------------- | -------------------------------------- | ------------------------- |
| 前任： 陶尔·马坦·鲁阿克 | 东帝汶总统 2017年5月20日–2022年5月20日 | 繼任： 若泽·拉莫斯·奥尔塔 |